# Hiriyogi, Hosanagara
Hiriyogi là một làng thuộc tehsil Hosanagara, huyện Shimoga, bang Karnataka, Ấn Độ.